# 4818 Elgar
4818 Elgar eller 1984 EM är en asteroid i huvudbältet som upptäcktes den 1 mars 1984 av den amerikanske astronomen Edward L.G. Bowell vid Anderson Mesa Station. Den är uppkallad efter den brittiske tonsättaren Edward Elgar.